# Venter

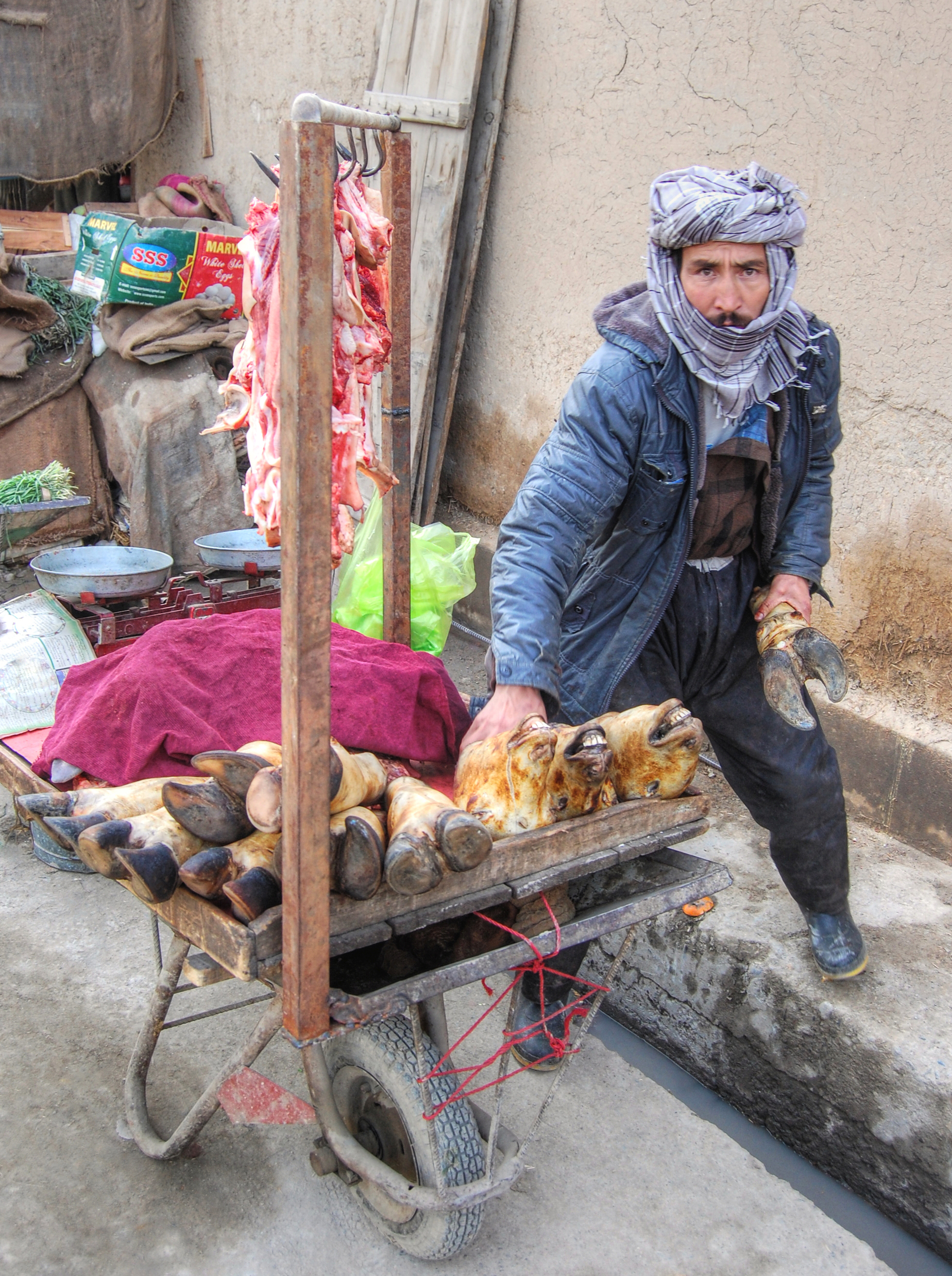
Een straatventer die geitenvlees verkoopt in Kabul

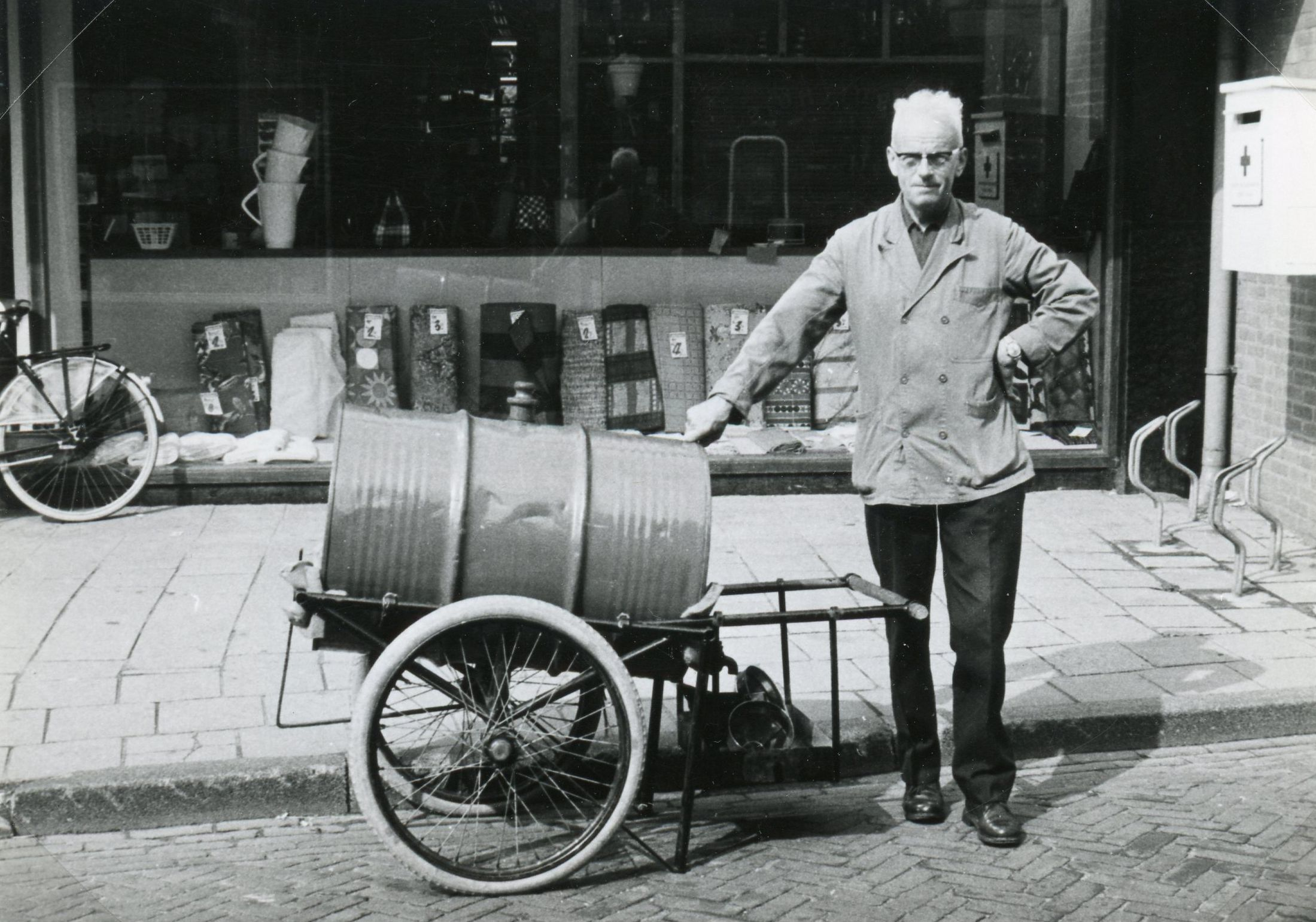
Petroleumverkoper in 1968 in Spijkenisse

Een venter is een verkoper die met goederen die eenvoudig verplaatst kunnen worden langs de huizen gaat. Een venter verkoopt gewoonlijk vanuit een klein karretje of draagbaar kraampje zijn waar, zoals voedsel, maar ook stoffen of andere aanbiedingen. Gelegenheidsventers gebruiken vaak luid geschreeuw of gezang, of ze proberen met grapjes of goocheltrucs de aandacht van klanten op hun product te vestigen.
Het venten met handelswaar is een eeuwenoud beroep.
Heeft een weg naast de hoofdrijbaan nog een tweede rijbaan, dan wordt die wel de 'ventweg' genoemd. Venters kunnen er gebruik van maken zonder het snelverkeer op de hoofdrijbaan te hinderen.

## Afbeeldingen

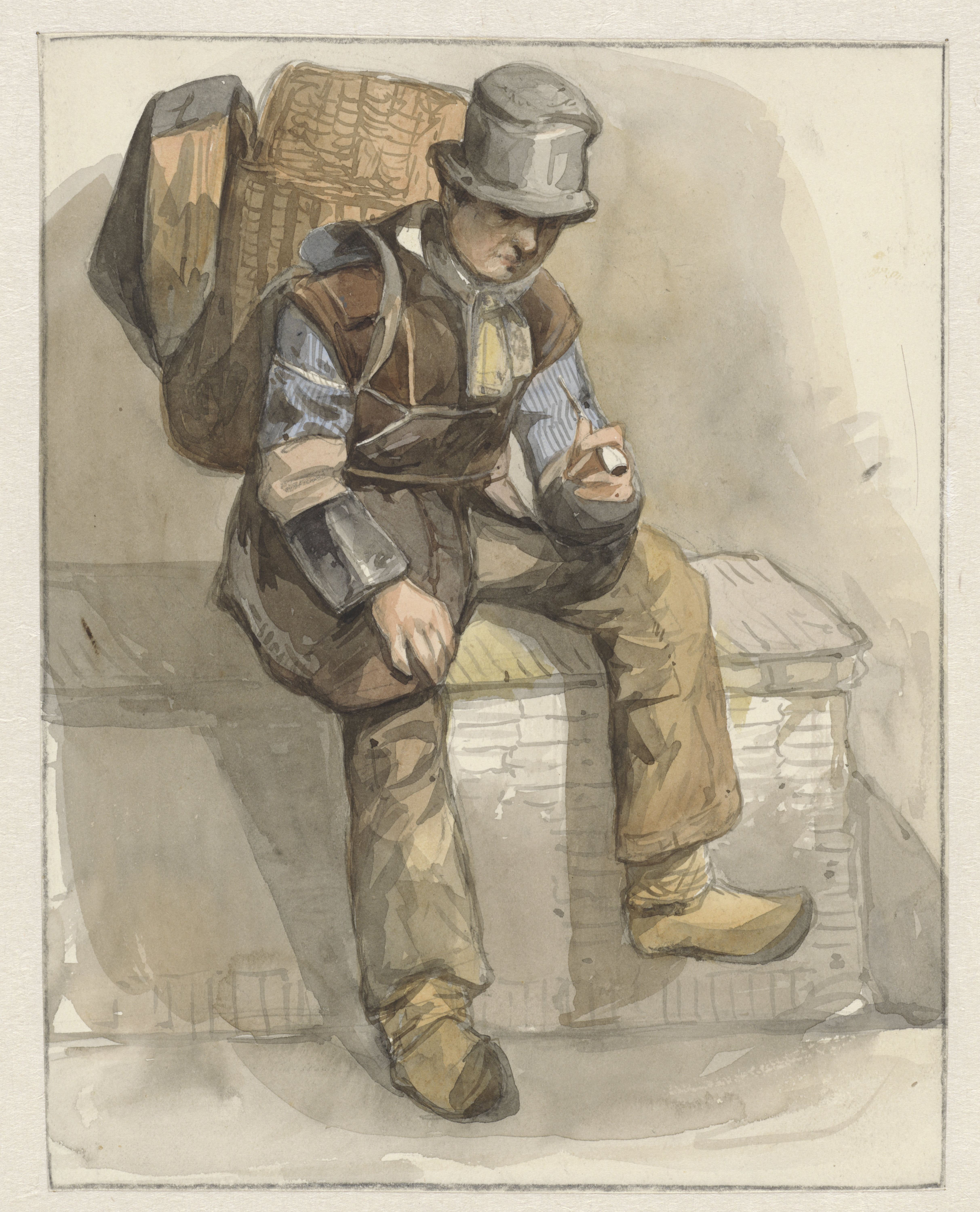
Zittende marskramer
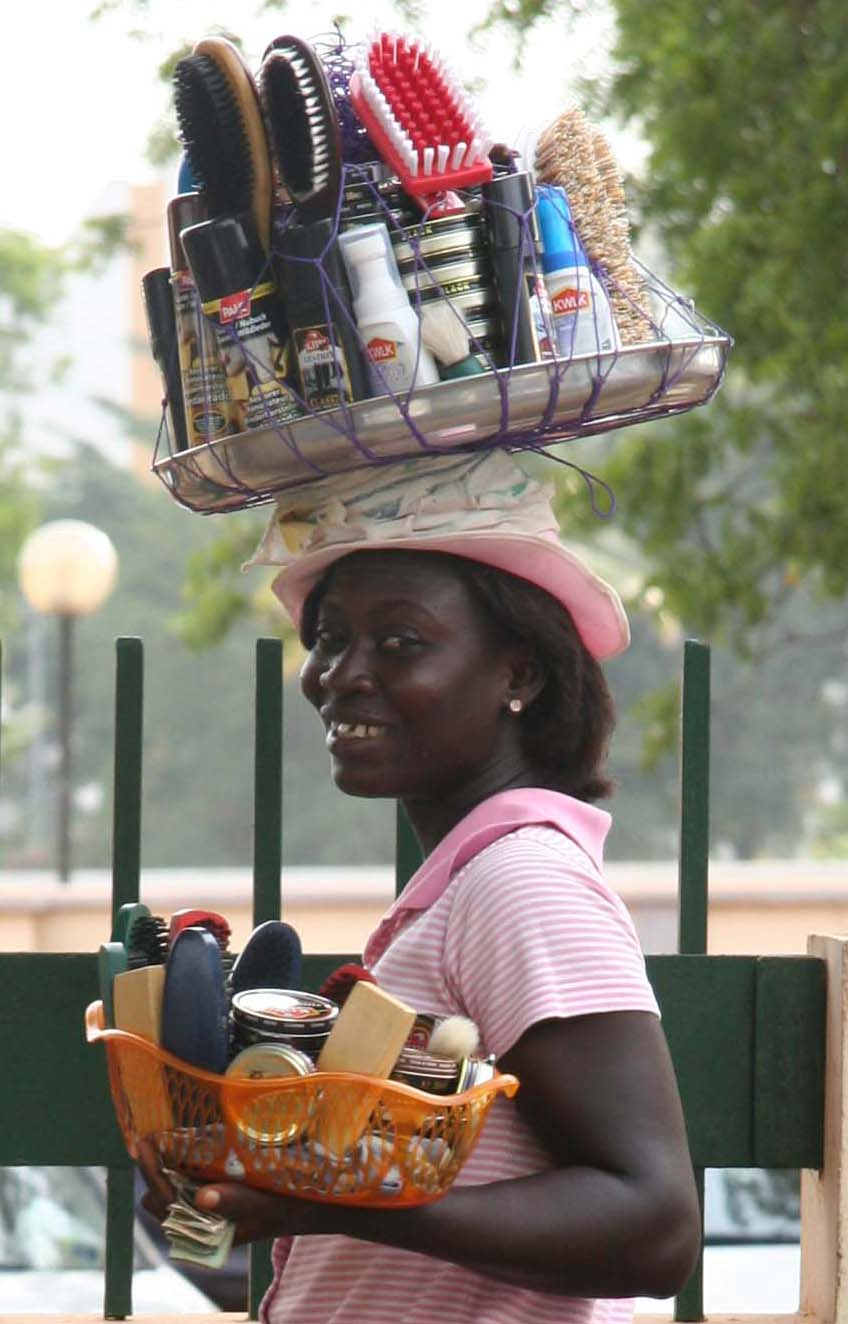
Ghanese venter